# Phinéas et Ferb : Mission Marvel
 (avril 2013).
Si vous disposez d'ouvrages ou d'articles de référence ou si vous connaissez des sites web de qualité traitant du thème abordé ici, merci de compléter l'article en donnant les références utiles à sa vérifiabilité et en les liant à la section « Notes et références ».
Pour plus de détails, voir Fiche technique et Distribution.
Phinéas et Ferb : Mission Marvel  (Phineas and Ferb: Mission Marvel) est un épisode spécial de la série d'animation américaine Phinéas et Ferb produite par Disney Channel et diffusée en 2013. C'est le premier crossover entre les personnages Disney et l'univers de Marvel Entertainment, depuis le rachat de Marvel Entertainment par The Walt Disney Company en 2009.

## Synopsis
Spider-Man, Iron Man, Thor et Hulk entrent à Danville après que la machine à voyager dans les dimensions du Dr Doofenshmirtz crée un problème dans l’espace, ce qui supprime accidentellement leurs pouvoirs et les rendent humains. Phinéas et Ferb vont devoir les aider pour que leurs pouvoirs reviennent et qu'ils combattent Crâne rouge, Blacklash, Venom et MODOK.

## Fiche technique
- Titre original : Phineas and Ferb : Mission Marvel
- Réalisation : Dan Povenmire et Robert F. Hughes
- Société de distribution : Disney Channel
- Société de production : Disney Channel
- Pays d'origine :  États-Unis
- Langue originale : Anglais
- Genre : Animation
- Durée : 50 minutes
- Dates de première diffusion :
- États-Unis /  Canada : 16 août 2013
- Québec : 16 août 2013
- France : 11 novembre 2013

## Distribution

### Voix originales
- Vincent Martella : Phineas Flynn
- Thomas Sangster : Ferb Fletcher
- Ashley Tisdale : Candice Flynn
- Caroline Rhea : Linda Flynn-Fletcher
- Richard O'Brien : Lawrence Fletcher
- Dee Bradley Baker : Perry the Platypus (Perry l'ornithorynque)
- Jeff « Swampy » Marsh : major Francis Monogram
- Dan Povenmire : Dr. Heinz Doofenshmirtz
- Alyson Stoner : Isabella Garcia-Shapiro
- Mitchel Musso : Jeremy Johnson
- Maulik Pancholy : Baljeet Tjinder
- Bobby Gaylor : Buford Van Storm
- Kelly Hu : Stacey Hirano
- Danny Trejo : Venom

### Voix françaises
- Donald Reignoux : Phinéas Flynn / Buford (chant)/ Voix diverses
- Fabrice Trojani : Ferb Fletcher
- Manon Azem : Candice Flynn
- Michel Vigné : major Francis Monogram
- Pierre-François Pistorio : Dr Heinz Doofenshmirtz
- Kelly Marot : Isabella Garcia-Shapiro
- Brigitte Berges : Linda Flynn
- Sébastien Hébrant : Peter Parker / Spider-Man
- Pierre Lognay : Tony Stark / Iron Man
- Mathieu Moreau : Thor
- Claudio Dos Santos : Dr. Bruce Banner / Hulk
- Erwin Grüspan : Nick Fury
- Grégory Praet : Venom
- Philippe Résimont : Crâne rouge
- Michel Hinderyckx : MODOK
- Pascal Grusselle : Whiplash